# Jičínská kotlina
Jičínská kotlina je geomorfologický okrsek ve východní části Turnovské pahorkatiny, ležící v okrese Jičín Královéhradeckého kraje a malou částí též v okrese Semily Libereckého kraje. Území okrsku vymezují sídla Železnice (na severu), Lužany (na severovýchodě), Konecchlumí (na východě), Žeretice (na jihu) a Ostružno (na západě). Centrem okrsku je okresní město Jičín.

## Charakter území
Okrsek zahrnuje chráněná území PR Úlibická bažantnice, PR Kovačská bažantnice, PP Zebín, PP Rybník Jíkavec, PP Ostruženské rybníky.

## Geomorfologické členění
Okrsek Jičínská kotlina náleží do celku Jičínská pahorkatina a podcelku Turnovská pahorkatina. Dále se člení na podokrsky Ostruženská kotlina na jihozápadě a Úlibická tabule na severovýchodě. Kotlina sousedí s dalšími okrsky Turnovské pahorkatiny (Turnovská stupňovina, Vyskeřská vrchovina, Jičíněveská pahorkatina), s Bělohradskou pahorkatinou, Ještědsko-kozákovským hřbetem, Krkonošským podhůřím a Východolabskou tabulí.

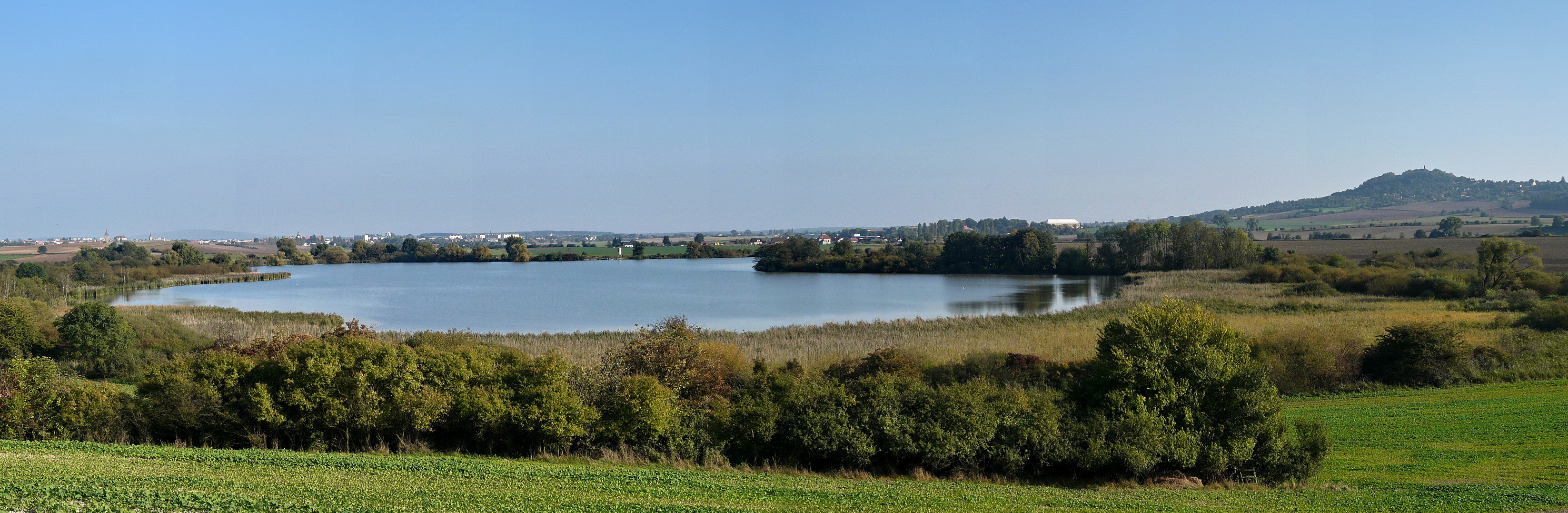
Ostruženská kotlina s Ostruženským rybníkem, vpravo vrch Veliš

## Významné vrcholy
Nejvyšším vrcholem Jičínské kotliny je Zebín (399 m n. m.)
- Zebín (399 m), Úlibická tabule
- Železný (370 m), Úlibická tabule
- Čeřovka (331 m), Úlibická tabule